# La Garde (Alpes da Alta Provença)
La Garde é uma comuna francesa na região administrativa da Provença-Alpes-Costa Azul, no departamento dos Alpes da Alta Provença. Estende-se por uma área de 16,63 km². Em 2010 a comuna tinha 108 habitantes (densidade: 6,5 hab./km²).